# Amalienborg
El Palau d'Amalienborg és la residència oficial del sobirà de Dinamarca des de l'any 1764. Al llarg dels anys, diversos monarques i les seves famílies hi han viscut, incloent-hi l'actual rei Frederic X i la reina Maria.
El complex d'Amalienborg consisteix en quatre palaus situats en una plaça de forma octogonal el centre de la qual hom hi troba una estàtua eqüestre del rei Frederic V de Dinamarca, el fundador del complex, feta per l'escultor francès J.F.J. Saly.
El complex fou construït per ordres del rei Frederic V de Dinamarca en honor del 300 aniversari de la coronació del rei Cristià I de Dinamarca, primer monarca de la Casa dels Oldenburg. L'espai sobre el qual s'erigí el complex fou un regal de quatre nobles danesos al monarca que va encarregar les obres a l'arquitecte palatí Nicolai Eigtved. Eigtved planejà construir quatre palaus idèntics.
Amalienborg esdevingué la residència reial després que un devastador incendi cremés el Palau de Christiansborg la nit del 26 al 27 de febrer de 1794. En el transcurs d'aquells mesos, el rei adquirí els Palaus de Moltke i de Schack.

## Palaus que el componen
Els quatre Palaus que integren el complex palatí d'Amalienborg s'anomenen: Palau de Cristià IX, Palau de Frederic VIII, Palau de Cristià VII i Palau de Cristià VIII.

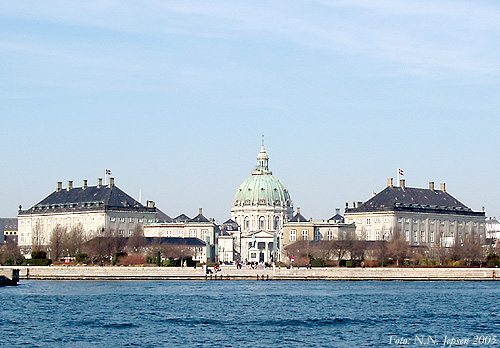
El Palau de Cristià IX al recinte d'Amalienborg.

### Palau de Cristià IX
Aquest palau, anomenat així mateix Palau de Schack, fou iniciat l'any 1750. Després de l'incendi del Palau de Cristiansborg, el rei comprà l'edifici junt amb un palau veí i els uní per un passadís elevat al primer pis que permetia que el trànsit continués fluint per l'Amaliengade.
El Palau, que fou adquirit pel príncep hereu i llavors rei Frederic VI de Dinamarca, fou habitat per la família reial des de la seva compra fins a l'any 1839. Posteriorment fou la seu de la Cort Suprema de Dinamarca i el Ministeri d'Afers Exteriors.
L'any 1863, el Palau fou posat a la disposició del rei Cristià IX de Dinamarca. Cristià habità el palau fins a l'any 1906, any de la seva mort, i d'ell prengué l'actual nom de l'edifici. El palau romangué intacte fins a l'any 1948 que s'hi efectuà un registre oficial.

### Palau de Cristià VII
Aquest palau, conegut també com a Palau de Moltke, fou erigit els anys 1750 - 1754 per Lord High Steward A.G. Moltke. L'any 1794, amb l'incendi del Palau de Cristiansborg, la família reial adquirí el Palau.
Després de la mort del rei Cristià VII de Dinamarca el 1808, el rei Frederic VI de Dinamarca emprà el Palau com a residència oficial de la Cort i utilitzà part de les estances per ubicar-hi el Ministeri d'Afers Exteriors. Des de l'any 1885, el Palau s'emprà únicament per allotjar-hi convidats de la Família Reial i per propòsits cerimonials.
Tot i que per un curt període, el príncep hereu i després rei Frederic IX de Dinamarca i la seva muller, la princesa Íngrid de Suècia, com també la reina Margarida II de Dinamarca i el seu espòs, utilitzaren el castell com a residència fins a la restauració dels seus respectius habitatges.
Durant els anys 1971 fins al 1975 el Palau fou emprat com a guarderia i escola pels prínceps Frederic de Dinamarca i Joaquim de Dinamarca. L'any 1982, l'Agència de Palaus i Propietats Reials inicià una costosíssima restauració exterior del Palau i durant els anys 1993 - 1996 es portà a terme, amb la col·laboració d'espònsors privats, la restauració interior del Palau obert al públic ocasionalment.

### Palau de Cristià VIII
Aquest palau, dit també Palau de Levetzau, fou construït els anys 1750 - 1760 per ordres del conseller Levetzau. El príncep hereu i després rei Frederic VI de Dinamarca comprà el Palau l'any 1794 i encarregà a l'arquitecte palatí Nicolau Abildgaard la responsabilitat de modernitzar el Palau.
L'any 1839 el Palau és habitat pel rei Cristià VIII de Dinamarca, de qui prengué el nom. A la mort del rei, i de la seva esposa, l'any 1848 i 1881 respectivament, el Palau fou posat a la disposició del Ministeri d'Afers Exteriors.
L'any 1898 el Ministeri hagué d'abandonar les dependències, ja que al Palau s'hi instal·laren el príncep i futur rei Cristià X de Dinamarca i la seva muller, la duquessa Alexandrina de Mecklenburg-Schwerin. A la mort del monarca, el príncep Knud de Dinamarca s'hi instal·là fins a la seva mort.
A la dècada de 1980, l'Agència de Palaus i de Propietats Reials inicià la restauració del Palau. Després de realitzar una profunda i necessitada restauració, l'Agència instal·là un Museu dedicat a la Família Reial dels Glücksburg: The Chronological Collections of the Danish Kings, Amalienborg.

### Palau de Frederic VIII
Aquest últim palau, que també rep el nom de Palau de Brockdorff, fou construït pel baró Joachim Brockdorff. El Palau fou venut l'any 1767 al rei Frederic V de Dinamarca que la cedí a l'Acadèmia Militar de Cadets.
Els cadets hagueren d'abandonar el Palau quan el rei Frederic VI de Dinamarca cedí la residència a la seva filla, la princesa Guillemina de Dinamarca i el seu marit, el futur rei Frederic VII de Dinamarca. Des de la dissolució del matrimoni de la princesa Guillermina fins a l'any 1869, el Palau fou habitat per diversos membres de la Família Reial.
L'any 1869 s'hi instal·laren el rei Frederic VIII de Dinamarca i la seva muller, la princesa Lluïsa de Suècia que hi habitaren fins a l'any de la seva mort, 1912 i 1926 respectivament. L'any 1934 iniciaren les obres de restauració del Palau que fou destinat a ser l'habitatge del rei Frederic IX de Dinamarca i la seva muller, la princesa Íngrid de Suècia que hi morí l'any 2000.